# Fidibus
Ein Fidibus ist ein harzreicher Holzspan oder ein gefalteter Papierstreifen, der als Anzündhilfe zum Transport einer Flamme im Haushalt dient, etwa zum Anzünden von Pfeifentabak.
Diese Anzündhilfen wurden vor der Verbreitung von Streichhölzern in der Nähe von Feuerstellen und Kaminen, z. B. in Fidibusvasen, bevorratet.
Fidibusse aus Holz bestehen aus einem langen, spitz zulaufenden, helixförmigen Holzspan, der auf speziellen Werkzeugen, den Fidibushobeln, geschnitten wird.
Im späten 19. Jahrhundert wurden auch elektrische Fidibusse entwickelt.

## Etymologie
Die Etymologie des in der zweiten Hälfte des 17. Jahrhunderts aufgekommenen Begriffes ist unbekannt; unbestritten ist lediglich, dass es sich um einen Ausdruck aus der Studentensprache handelt.
Moriz Haupt vermutete eine scherzhafte Umdeutung eines Spruches von Horaz als Ursprung: In Od. 1,36,1–3 heißt es: „Et ture et fidibus iuvat placare (…) deos“ – „Es erfreut, mit Weihrauch und Saitenspiel die Götter zu besänftigen.“ Dabei sei als Studentenulk ture „mit Weihrauch“ als „Tabaksqualm“ und fidibus „mit Saitenspiel“ als „Pfeifenanzünder“ umgedeutet worden.
Das Deutsche Wörterbuch vermutet eine Abwandlung von französisch fil de bois „Faden aus Holz“.
Pierers und Meyers Lexikon führen den Ausdruck auf Fid(elibus fratr)ibus für vergnügte Brüder zurück. Die Einladungen für die verpönten oder geheimen Tabaksgesellschaften seien auf Zetteln verteilt worden, die dann zusammengerollt zum Anzünden der Pfeifen benutzt wurden.

## Elektrischer Fidibus
Im Jahre 1892 oder 1893 legte ein Herr Frischen in der Berliner Polytechnischen Gesellschaft einen „elektrischen Fidibus“ zum Anzünden von Gasflammen vor. Seine Zündvorrichtung sollte helfen, Unglücksfälle, vor allem durch Gasbeleuchtung im Theater, zu vermeiden.
Für den Hausgebrauch gab es Geräte, die an einem Metallstab ein mit Spiritus oder Benzin getränktes Stoff- oder Wattestück besaßen. Dieser war im Lagerzustand im Gerät in einer Metallhülse versenkt. Zum Gebrauch nahm man es heraus und entzündete es durch vom Gerät erzeugte Funken. Damit konnte man dann Dinge anzünden. Während des Zweiten Weltkriegs, als Streichhölzer knapp waren, bauten Bastler ähnliche Geräte.

## Als Markenname
Es gab um 1920 auch ein elektrisches Gerät, das den Namen Fidibus trug, welches zum Anzünden eines Fidibus diente.
Es wurde wohl um 1920 in Deutschland hergestellt und verkauft. Gefertigt war es aus Bakelit, Porzellan und Metall. Zur Nutzung wurde es in eine Steckdose gesteckt und auf Knopfdruck wurden die Glühdrähte vom elektrischen Strom durchflossen und begannen zu glühen. An diesen konnte man dann ein Stück Papier (Zeitung) entzünden. So sparte man teure Streichhölzer, da der Strom nur wenig kostete. Eine ähnliche Technik ist heute beim Zigarettenanzünder im Auto zu finden.

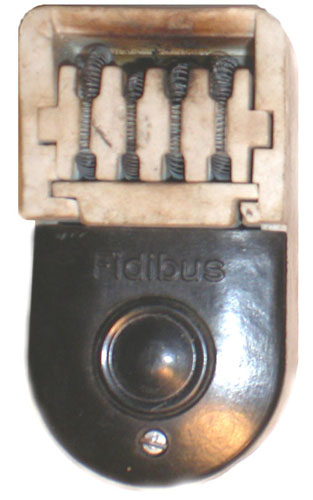
Fidibus – Draufsicht
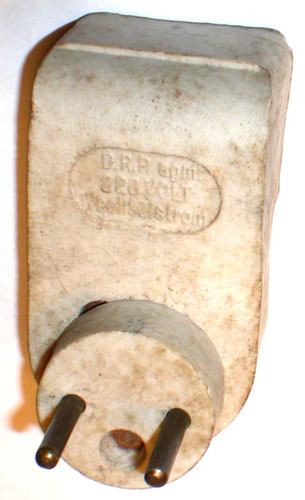
Fidibus – Untersicht
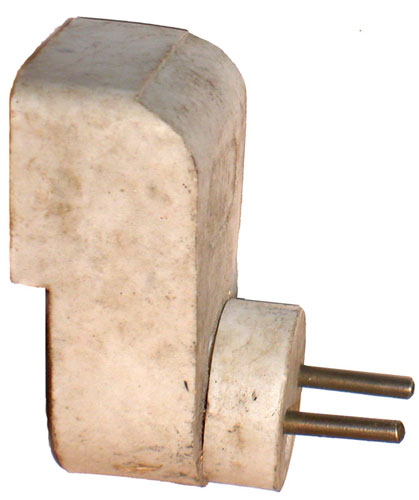
Fidibus – Seitenansicht
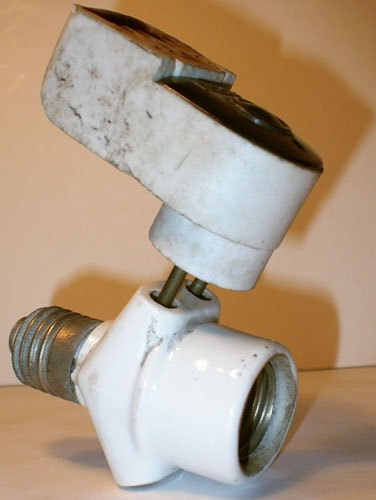
Fidibus eingesteckt in eine E27-Glühlampenadapter-Steckdose